# Seven Nations
Seven Nations — американская келтик-рок-группа, основанная в 1993 году. Название Seven Nations (рус. Семь Наций) происходит от семи кельтских регионов, включая Ирландию, Шотландию, Мэн, Корнуолл, Бретань, Уэльс и Галисию. Начав своё формирование в Миддлберге, группа окончательно была сформирована в Нью-Йорке в конце 1993 года. По заявлению фронтмена группы Кирка Маклеода, именно тогда у них на выступлениях появляется волынщик, что может расцениваться в качестве отправной точки. Изначально группа называлась Clan Na Gael, переименование произошло в 1997 году, поскольку выяснилось, что группа с таким названием уже существовала в Неваде. В 2005 году, после воссоединения старых участников группы, был издан сборник Clan Na Gael: 10 Years On, в который вошли перезаписанные песни из первых трёх альбомов эпохи Clan Na Gael и несколько новых треков.
Группа никогда не сотрудничала с крупными лейблами, однако, несмотря на это ей удалось завоевать определённую известность. Seven Nations периодически гастролируют по штатам и по миру, наиболее крупные выступления включают выступление во время зимней Олимпиады в Солт-Лейк-Сити, выступление на Нью-Йоркском марафоне, на Эдинбургском фестивале. Их музыка применялась в многомиллионной рекламной кампании скотча марки Dewar's. Такие телеканалы, как ESPN, PBS и CNN транслировали передачи, посвящённые группе.

## Дискография

### Альбомы
- Rain and Thunder (1994)
- Old Ground (1995)
- Big Dog (1996)
- Road Kill (Two Volume Live Set) (1998)
- The Factory (1999)
- The Pictou Sessions (2000)
- Seven Nations (2000)
- Live at the Palace Theater (2001)
- And Now It's Come to This (2002)
- Christmas EP (2003)
- Christmas EP 2004 (2004)
- Clan Na Gael: 10 Years On (2005)
- Thanks For Waiting (2005)
- A Celtic Rock Tribute to the Cure (2007)
- Time As The Enemy (2008)
- Another Ten Years (2010)
- Tales From The Eighth Nation (2014)

### Синглы
- "Wonderful" (2002)

### Сольные альбомы участников
- Neil Anderson - Revenge of the Antipypr (2001)
- Kirk McLeod - So Piano (2003)
- Dan Stacey - Crank It (2003)
- Scott Long - In and Out the Harbour (2003)
- Victor Gagnon - Maybe Flowers And Six Feet Down (2012)

## Награды и достижения
- Performed at the Torch Lighting ceremony at the Winter Olympics in Salt Lake City
- Subject of PBS Special “An Evening with Seven Nations”
- Chosen by Extreme Sports to create the music theme for their theme, which airs internationally
- Featured on CNN in a Worldbeat special airing internationally
- Selected by Dewar’s Scotch for a multi-million dollar profile campaign and sponsorship, which included a national print campaign with exposure in over 20 major magazines
- Seven Nations CD flown on the Space Shuttle Endeavour by Canadian astronaut, Chris Hadfield
- First American band to be asked by the National Trust of Scotland to do a return engagement
- Rolling Stone Presents Showcase and VIP party in San Francisco in 2001
- Performed for the televised opening ceremony of the New York Marathon in late 2001
- National Major-market Hard Rock Café tour in 2001
- Concert series with the South Carolina Symphony Orchestra
- Annual performance(s) at Irish 2000 Music and Arts Festival, Altamont, NY.  One of the largest Irish fests on the East Coast